# Ì
Ì é uma letra da codificação de caracteres encontrada no alfabeto latino ISO 8859-1 do sistema de transliteração ucraniana que se deriva da letra I. É usado em catalão, galego, italiano e vietnamita.